# Ripakkasaari (ö i Birkaland)
Ripakkasaari är en ö i Finland. Den ligger i sjön Vaskivesi och Visuvesi och i kommunerna Ruovesi och (obetydligt) Virdois och landskapet Birkaland, i den sydvästra delen av landet, 220 km norr om huvudstaden Helsingfors. Öns area är 57,5 hektar och dess största längd är 1,4 kilometer i sydväst-nordöstlig riktning.